# Stjärntjärnen, Jämtland
Stjärntjärnen är en sjö i Åre kommun i Jämtland och ingår i Indalsälvens huvudavrinningsområde. Sjön har en area på 0,144 kvadratkilometer och ligger 763,3 meter över havet.

## Delavrinningsområde
Stjärntjärnen ingår i det delavrinningsområde (700211-138847) som SMHI kallar för Utloppet av Stjärntjärnen. Medelhöjden är 769 meter över havet och ytan är 1,56 kvadratkilometer. Det finns inga avrinningsområden uppströms utan avrinningsområdet är högsta punkten. Vattendraget som avvattnar avrinningsområdet har biflödesordning 3, vilket innebär att vattnet flödar genom totalt 3 vattendrag innan det når havet efter 328 kilometer. Avrinningsområdet består mestadels av skog (91 procent). Avrinningsområdet har 0,14 kvadratkilometer vattenytor vilket ger det en sjöprocent på 9 procent.